# Alte Synagoge (Heilbronn)

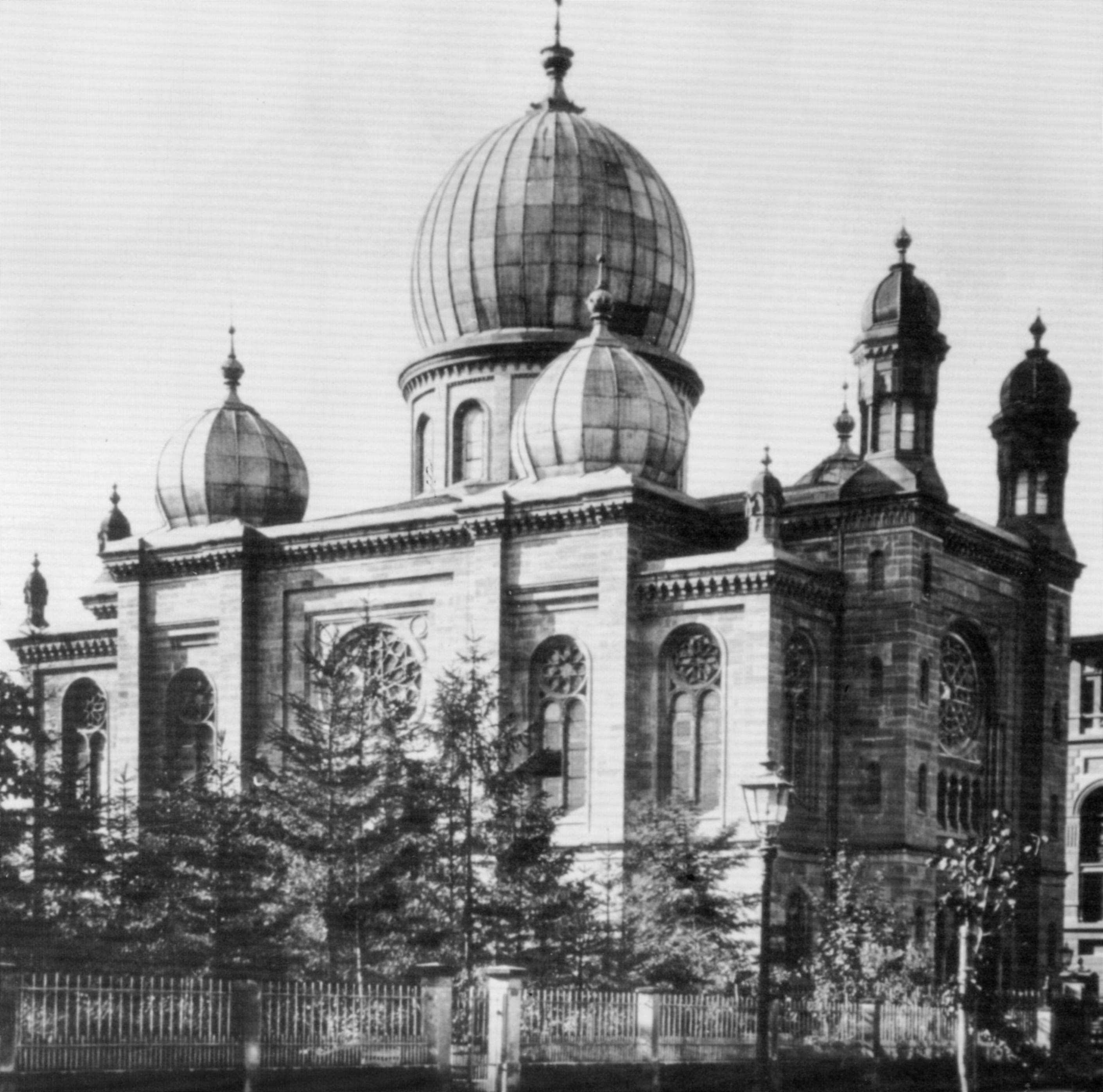
Die Heilbronner Synagoge um 1900 von Norden. Rechts die der Allee zugewandte Fassade.

Die Heilbronner Synagoge war die Synagoge der jüdischen Gemeinde in Heilbronn. Das an der Allee aus Heilbronner Sandstein errichtete Gebäude des Stuttgarter Architekten Adolf Wolff wird als Höhepunkt der neo-orientalischen Stilphase im Synagogenbau angesehen. Es wurde 1873 bis 1877 erbaut, während der Novemberpogrome in der Nacht vom 9. auf den 10. November 1938 („Reichskristallnacht“) durch Brandstiftung zerstört und Anfang 1940 abgerissen. Heute erinnern ein Gedenkstein und eine Skulptur an die Synagoge.

## Lage und Umgebung

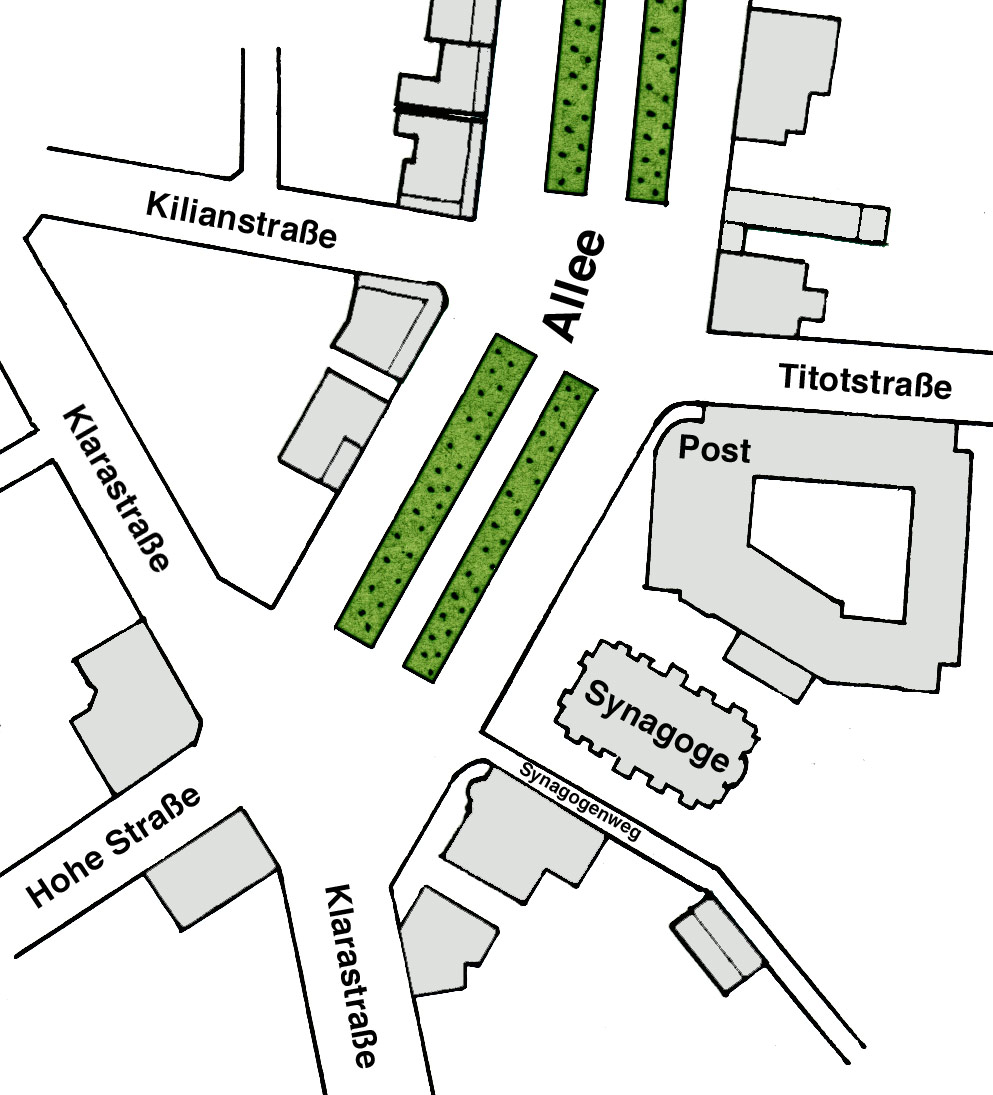
Lageplan der südlichen Allee Ende der 1930er-Jahre

Die Synagoge wurde 1873 bis 1877 an der seinerzeit noch spärlich bebauten Ostseite der südlichen Allee errichtet, jenseits der ursprünglichen Stadtgrenzen Heilbronns. Das nördlich angrenzende Grundstück an der Titotstraße war noch unbebaut, auf dem Nachbargrundstück im Süden hatte 1867 ein Arzt die nach ihm benannte Villa Gfrörer im italienischen Landhausstil errichten lassen. Zur Zeit der Zerstörung der Synagoge 1938 beherbergte diese Villa die Frauenklinik Kahleyss. Zur selben Zeit wie die Synagoge, die das dominierende Gebäude an der südlichen Allee war, entstand an der mittleren Allee die (alte) Festhalle Harmonie. Zwischen Synagoge und Harmonie befand sich nur ein weiteres Gebäude an der Ostseite der Allee, der Rest der Grundstücke war noch unbebaut. Der östliche Teil des Synagogengrundstücks zur Friedensstraße (heute Gymnasiumstraße) hin blieb unbebaut.
Die Adresse der Synagoge lautete Obere Allee 14. Erst 1899 entstand aus den vier Straßen Obere Allee, Untere Allee, Obere Alleestraße und Untere Alleestraße unter Neunummerierung der Häuser eine einzige Straße, die Allee. Die Synagoge erhielt die Adresse Allee 4.
Die Ostseite der Allee wurde nach und nach bebaut. Für das nördliche Nachbargrundstück der Synagoge an der Ecke Allee/Titotstraße (Allee 6) stellte die Oberpostdirektion am 15. März 1928, über 50 Jahre nach Errichtung der Synagoge, Pläne für einen Neubau der Heilbronner Hauptpost vor, der das alte Hauptpostgebäude am Neckar ersetzen sollte. Der fünf Stockwerke hohe moderne Neubau hätte die Sicht auf die Synagoge verstellt. In Gesprächen zwischen Post, Israelitischer Kirchengemeinde und Stadtverwaltung konnte erreicht werden, dass die Post den Neubau um zwei Meter nach hinten versetzte, auf einen Vorbau verzichtete und die Dächer flach hielt, so dass die Synagoge auch nach Einweihung des neuen Postgebäudes am 20. Februar 1931 weiterhin zur Geltung kam.
Die neuen Machthaber benannten die Allee 1933 in Adolf-Hitler-Allee um, so dass die Adresse der Synagoge bis zu ihrer Zerstörung 1938 und dem Abbruch 1940 nun Adolf-Hitler-Allee 4 lautete. Nach dem Zusammenbruch des NS-Regimes bekam die Allee 1945 wieder ihren ursprünglichen Namen.
Am 19. Juli 1928 beschloss der Heilbronner Gemeinderat, den privaten Verbindungsweg zwischen Allee und Friedensstraße, der südlich der Synagoge verlief, ins Eigentum der Stadt Heilbronn zu übernehmen und zu verbreitern. Da er bei der Einwohnerschaft schon seit langem als Synagogengässchen bekannt war, nannte man ihn Synagogenweg. Im Gegensatz zur Allee ist über eine Umbenennung des Synagogenwegs (der keine Hausnummern hat) zur NS-Zeit nichts bekannt. 1929 erschien er im Heilbronner Adressbuch, auch im Adressbuch 1934 war er noch enthalten. Im letzten Adressbuch der NS-Ära 1938/39 fehlte er. Auch in den Adressbüchern und Stadtplänen der Nachkriegszeit fehlte der Synagogenweg lange Zeit. Erst nach 1982 wurde er wieder in den Stadtplan von Heilbronn und in das Heilbronner Adressbuch eingetragen.

Blick entlang der Heilbronner Allee
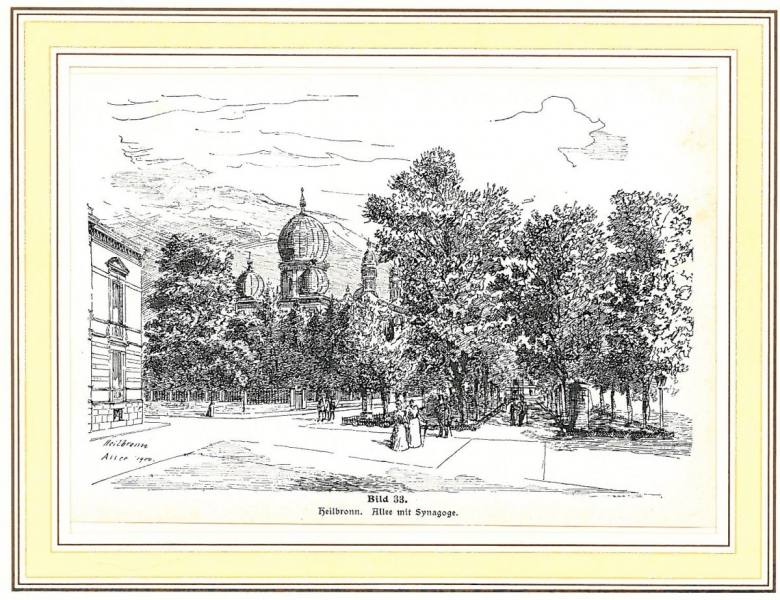
Blick entlang der Heilbronner Allee mit Synagoge (Vinzenz de Pay, Riedlingen)
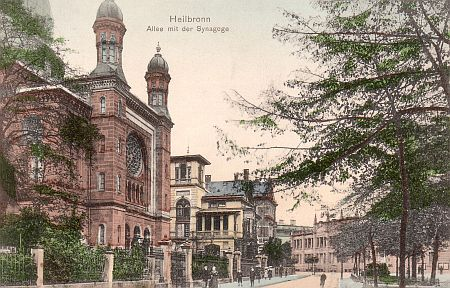
Blick entlang der Heilbronner Allee nach Süden. Im linken Bildvordergrund die Synagoge, dahinter die Villa Gfrörer (1908).
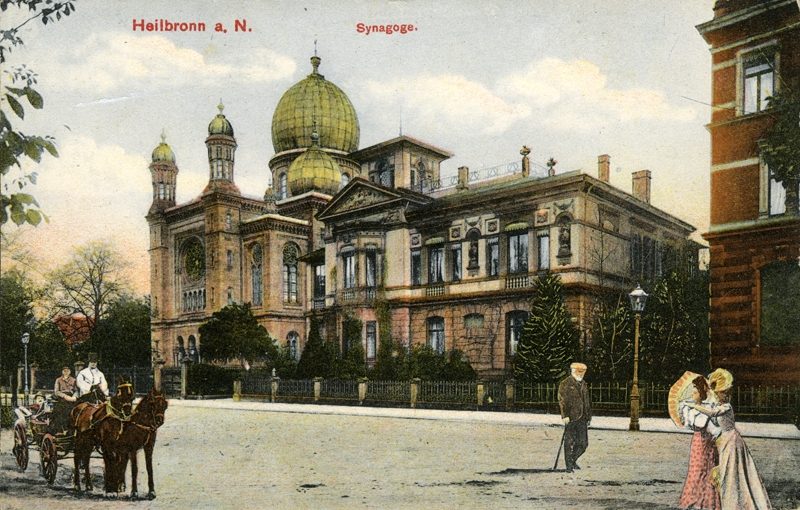
Blick entlang der Allee nach Norden, um 1900. In der Bildmitte, rechts von der Synagoge, die Villa Gfrörer.

## Architektur und Einrichtung
Die zweistöckige, aus Heilbronner Sandstein erbaute Synagoge griff in ihrer Erscheinungsform vor allem orientalische, im Inneren aber auch europäische Stilelemente auf und wird als Höhepunkt der neo-orientalischen Stilphase im Synagogenbau angesehen. Sie war grundsätzlich wie eine Kirche erbaut, aber durch Verwendung orientalischer Bauformen zu einer Synagoge umgestaltet. Wie manche mittelalterlichen Kirchen verfügte die Synagoge über eine Doppelturmfassade mit großer Fensterrose. Die Kuppeln waren der indischen oder persischen Baukunst entlehnt, auch maurische Stilelemente wurden verwendet, wogegen das Maßwerk der Fenster eher an Bauformen der Gotik gemahnte.

Grundrisse
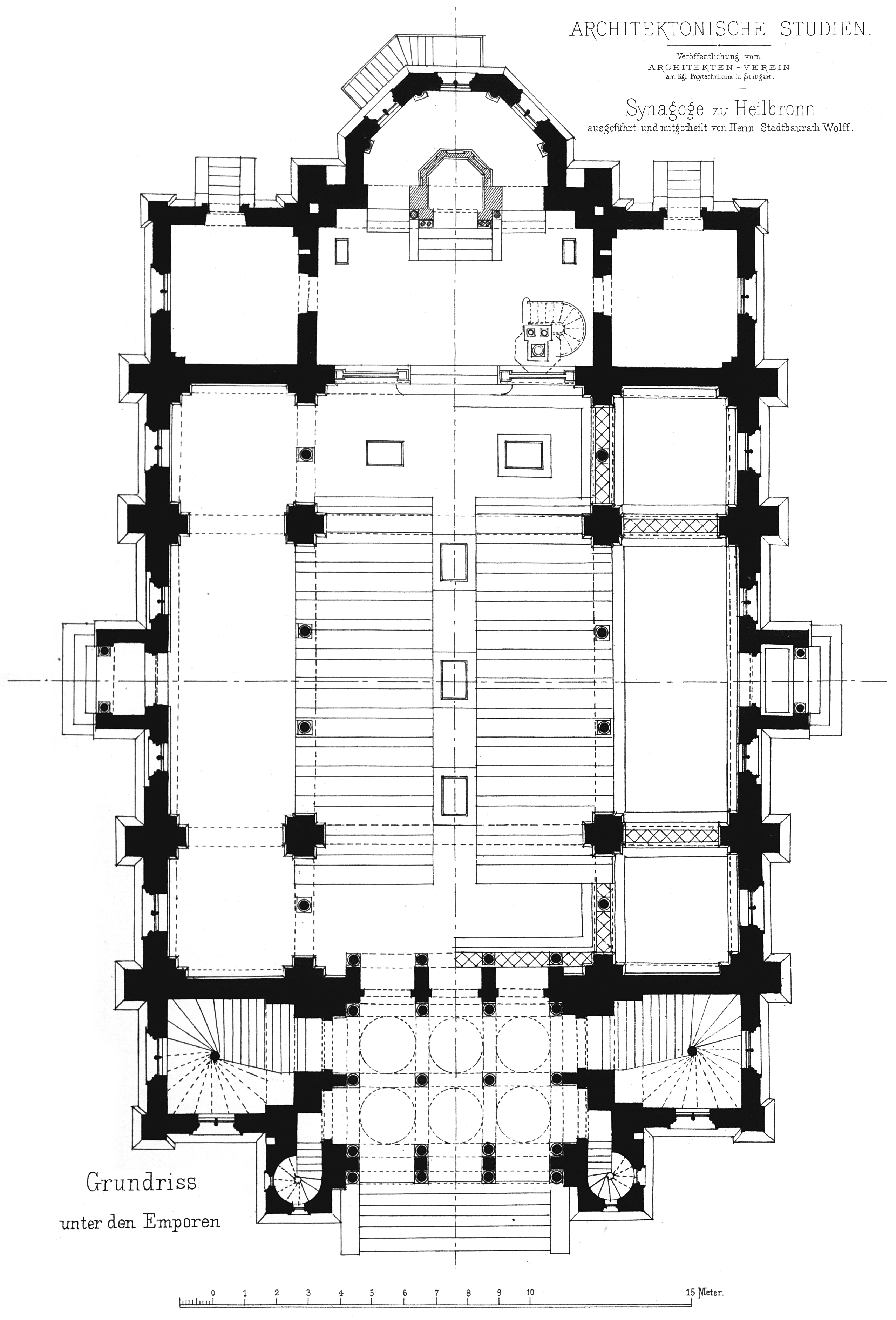
Grundriss unter den Emporen
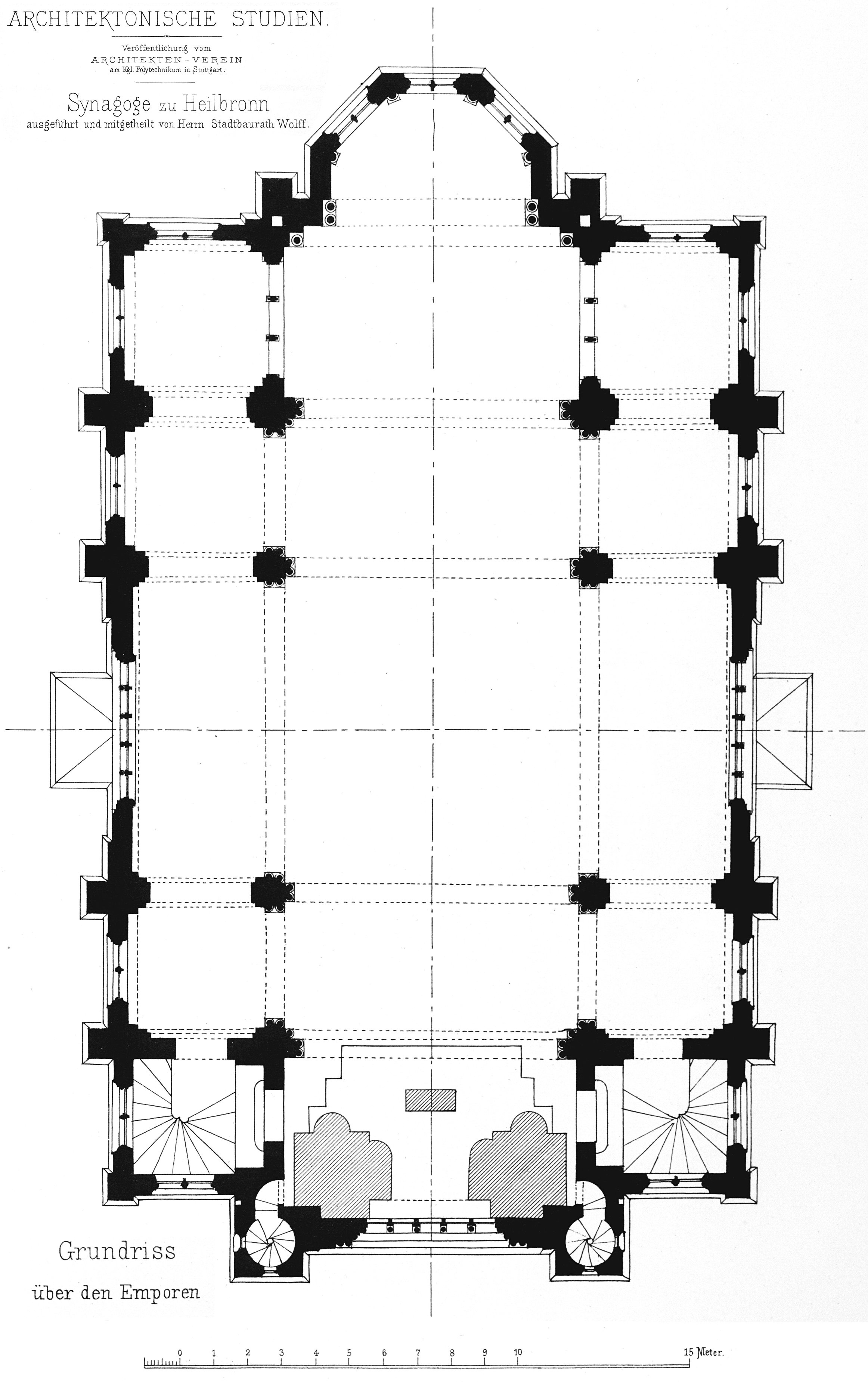
Grundriss über den Emporen

Die Synagoge war etwa 35 m lang, 21,5 m breit und einschließlich Hauptkuppel etwa 38 m hoch. Sie war entlang einer Nordwest-Südost-Achse ausgerichtet; die der Allee zugewandte Vorderfassade befand sich im Nordwesten. Ihr Grundriss nahm eine Zwischenstellung zwischen einem Zentralbau und einem Langhaus ein. Der Bau wurde daher sowohl als Zentralbau mit Seiten-Chören als auch als dreischiffiger Langbau mit Mittel- und Seitenschiffen beschrieben oder auch dem Typus der Langhaussynagoge mit Kuppel und Zweiturmfassade zugeordnet.
Der grundlegende Bautypus war ein Zentralbau in Form eines griechischen Kreuzes, der in ein annähernd quadratisches Rechteck gesetzt wurde. Die so entstehenden Zwickel zwischen Kreuzarmen und Rechteck waren als Teil von „Seitenschiffen“ offen. Vier große Pfeiler bildeten in der Mitte des Bauwerks ein Quadrat und trugen eine große Tambourkuppel. Weitere Säulen trennten die „Seitenschiffe“ vom Mittelbau ab und trugen dazu bei, dass im Inneren der Eindruck eines dreischiffigen Baues entstand, obwohl er nicht durch eine regelmäßige Stützenstellung in Schiffe unterteilt war.
An dieses zentrale Rechteck schloss im Osten und Westen jeweils über die gesamte Baubreite ein Anbau an. Im Osten war dieser zum „Hauptschiff“ hin offen und beherbergte die Kanzel. Weiter im Osten schloss sich ein Chor in Form einer vorspringenden, polygonalen Apsis an, in dem der Toraschrein (Aron haKodesch) stand. An den Seiten des Kanzelraumes, im Anschluss an die „Seitenschiffe“, befand sich je ein Zimmer für Vorsänger und Rabbiner. Der entsprechende Anbau im Westen war in der Mitte als niedere, von mehreren hintereinander stehenden Säulen getragene Eingangshalle für die Männer ausgestaltet, von der drei Türen in den Innenraum führten. An den Seiten befanden sich Treppenhäuser, die zu den Seitenschiff-Emporen für die Frauen führten. Der Mittelteil des westlichen Anbaus mit der der Allee zugewandten Vorderfassade sprang vor. Die Fassade war folglich schmäler als der eigentliche Baukörper, die äußeren Westenden der „Seitenschiffe“ mit Kuppeln und gotisierenden Fenstern waren in den Eindruck, der die Fassade auf Betrachter machte, mit einbezogen.

Ansichten aus den Bauakten
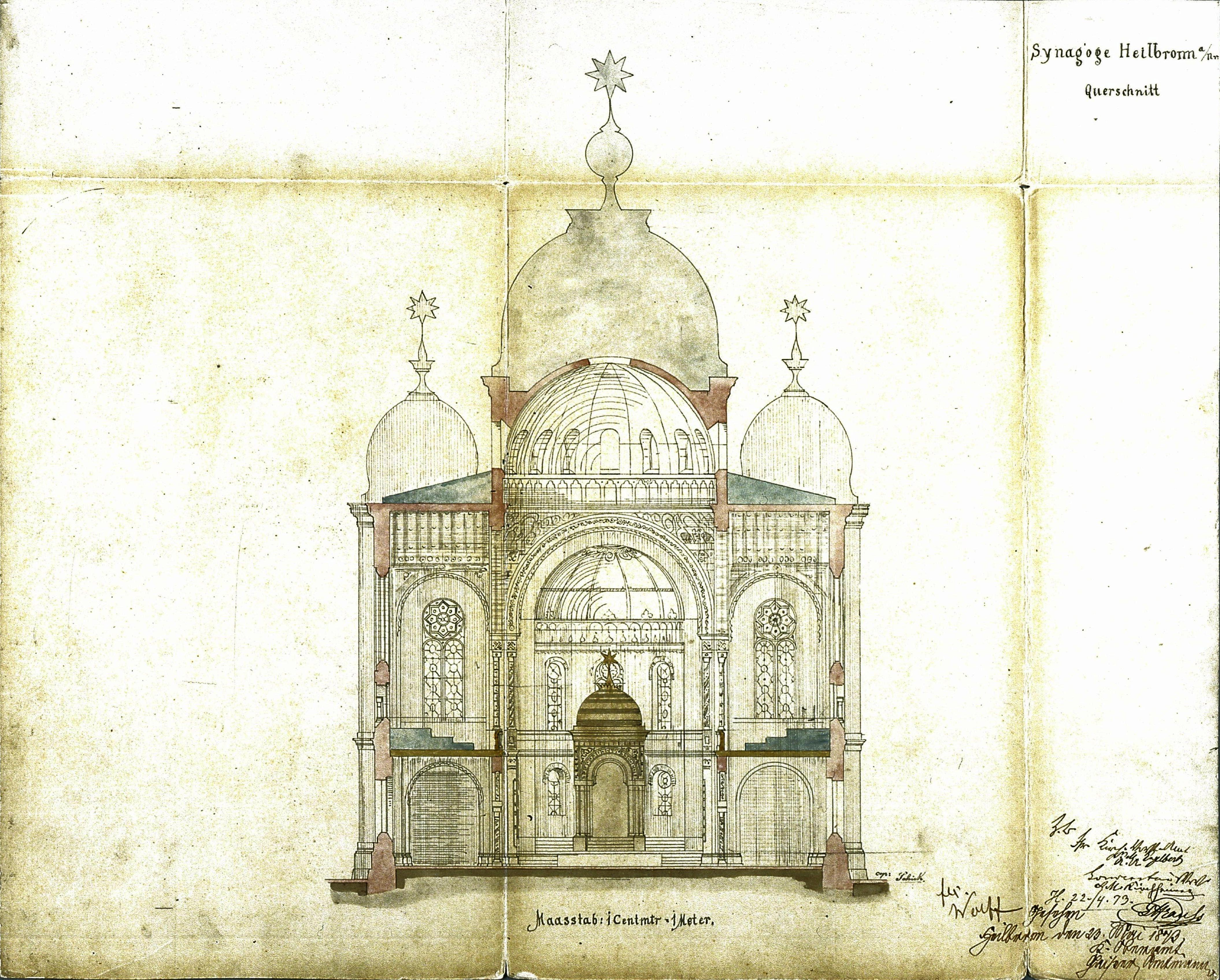
Querschnitt, Blickrichtung nach Osten auf den Chor
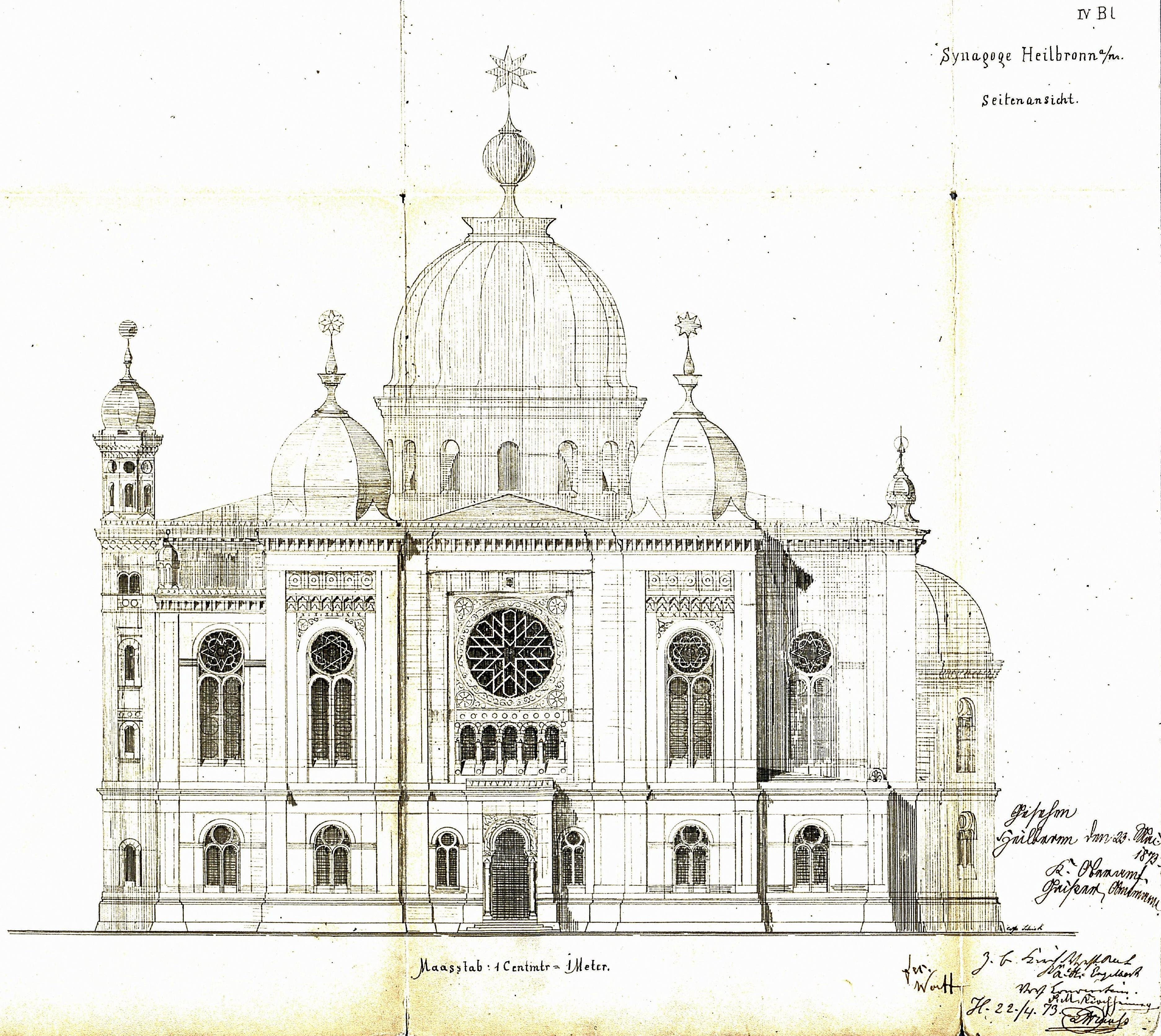
Südliche Seitenansicht
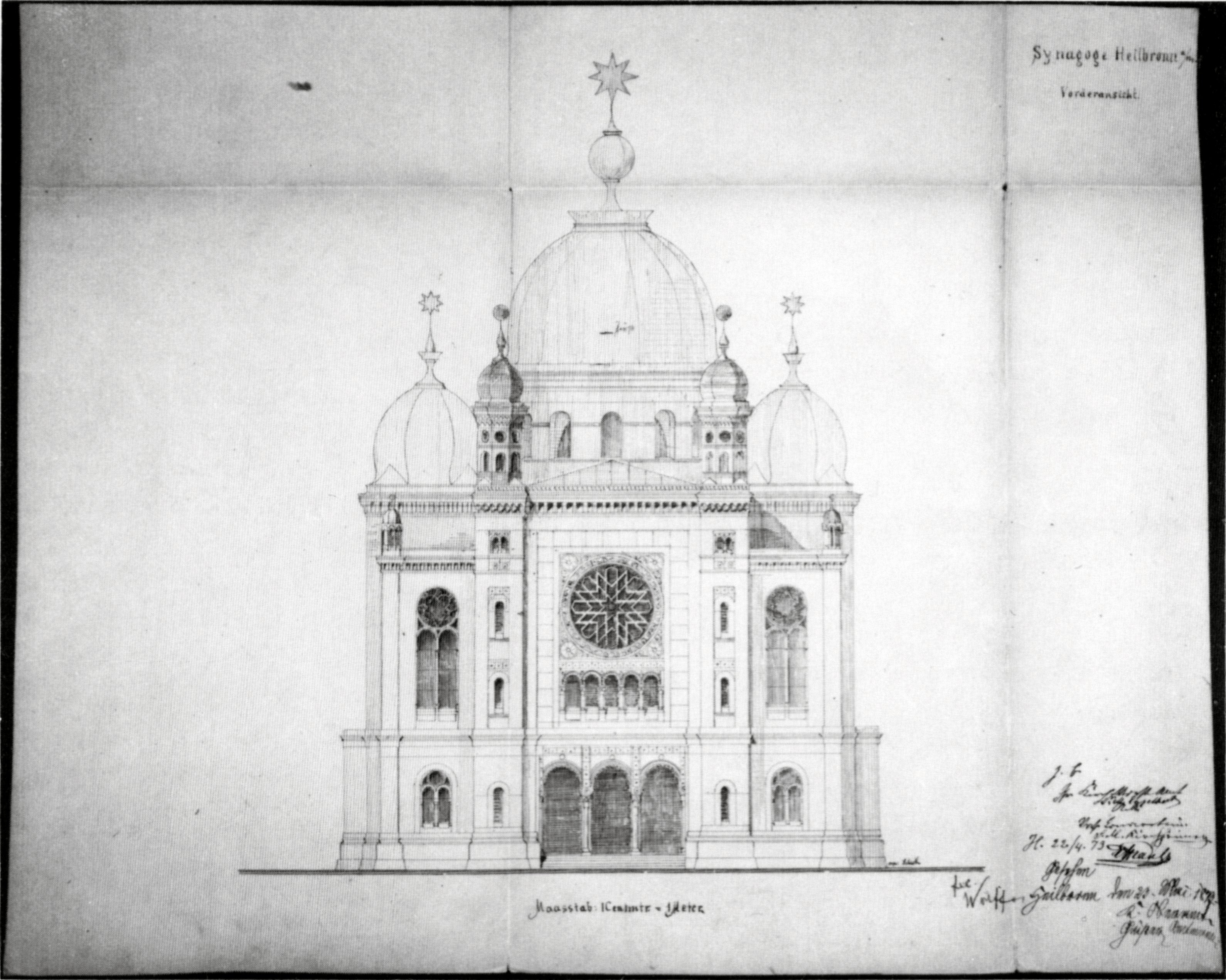
Vorderfassade zur Allee

Die Fassade war ähnlich wie bei der zuvor ebenfalls nach Plänen Wolffs errichteten Nürnberger Synagoge am Hans-Sachs-Platz gestaltet: Ein großes Rosettenfenster mit maurischer Sternornamentik über einem fünfteiligen Arkaden-Fries dominierte die Fassade. Ein Bogen auf schlanken Säulen umrahmte die Fensterrose und war seinerseits in ein ornamentgeschmücktes Wandfeld eingefügt. Die Eingangshalle erreichte man durch ein dreiteiliges Portal mit Bögen im maurischen Stil. Über dem Portal befand sich eine vergoldete hebräische Inschrift mit Worten aus Jesaja 56,7 (Mein Haus soll ein Bethaus für alle Völker genannt werden). Schlanke Türmchen mit tempiettoartig überkuppelten Aufsätzen schlossen die beiden Seiten der Fassade ab.
Die Synagoge trug flache Walmdächer. Das Dach des Rechtecks trug an seinen vier Ecken, über den Zwickelstellen, jeweils eine kleinere Kuppel ohne Tambour (Sockel), die aber ansonsten der Form der großen Zentralkuppel entsprach. Der Tambour der großen Zentralkuppel hatte zwölf Rundbogenfenster; die Kuppel selbst war mit patiniertem, grün schimmerndem Kupfer eingedeckt.
Die Seitenansicht der Synagoge ließ die klare Geschossgliederung erkennen. Zwei Fensterreihen befanden sich übereinander, wobei die oberen Fenster größer waren als die unteren. Fünf Fragmente der Synagogenfenster, die ein Bürger nach dem Synagogenbrand geborgen und aufbewahrt hatte, wurden der Heilbronner Stadtverwaltung 1988 für die städtischen Museen übergeben. Sie wurden nach der Technik mittelalterlicher Glasfensterkunst geschaffen, sind mit Bleiruten eingefasst, leicht lila und gelb getönt und zeigen pflanzliche Motive im Jugendstil.
Jeweils in der Mitte der beiden Längsseiten ermöglichten Seitenportale den Zugang ins Synagogeninnere, die auch mit Rosettenfenstern versehen, aber kleiner und einfacher als das Hauptportal waren. Pilasterartige Mauerstreifen bewirkten eine vertikale Gliederung des Baues. Das Sandsteinmauerwerk war mit reicher Ornamentik geschmückt, ohne jeden Anklang an menschliche, tierische oder andere Vorbilder aus der Natur.
Im Inneren übernahmen Säulen, Bögen und Stuckaturen Formen des maurischen Baustils der Alhambra. Diese dekorativen Formen waren aber dem europäischen Stil des Baues, der an eine mittelalterliche Kirche erinnert, untergeordnet. Die Kanzel war Kirchenkanzeln nachempfunden. Breite Simse in klassizistischer Manier, die Unter- und Obergeschoss voneinander trennten, und gotisierende Fenster verminderten ebenfalls den orientalischen Eindruck.
Die Synagoge verfügte über drei Emporen. Eine Empore im Nordwesten, über der Eingangshalle, trug die Walcker-Orgel. Die Emporen über den Seitenschiffen, die über die neben der Eingangshalle angeordneten Treppenhäuser erreicht werden konnten, waren (da in jüdischen Gotteshäusern Geschlechtertrennung herrscht) für die Frauen vorgesehen; 33 Bänke standen hier. Im Hauptraum, unter der zentralen Kuppel, standen 34 Bänke für die Männer. In der Zentralkuppel war ein großer Messingleuchter mit 80 Brennstellen für Gas und elektrisches Licht vorhanden. Die Kuppel selbst stützte sich im Inneren auf starke Pilaster, die auf Höhe der Emporen mit gebündelten Halbsäulen geschmückt und in Form von Diensten dem Pfeiler vorgelagert waren.
Den südöstlichen Abschluss des Gebäudes bildete hinter einem hohen Hufeisenbogen ein gewölbter, polygonaler (fünfteiliger) Chor, der gotisch anmutete. Drei große Chorfenster zeigten in ihren Oberteilen als schmückendes Maßwerk den Davidstern (hebr.: מגן דוד, Magen David, dt.: „Schild Davids“) in vielfachen Variationen.
In diesem Chor stand der mit einer Parochet verhängte Toraschrein (hebr.: ארון הקודש, Aron ha-Qodesch, dt.: „Heilige Lade“). Er vereinigte die maurischen Formen des Innenraumes mit der Form der Kuppeln und war mit reicher Stuckarbeit verziert. Das Almemor (dt.: Gebetspult) war ein wenig erhöht vor dem Toraschrein aufgestellt. Über dem Schrein hing ein Licht, Ner Tamid oder Ewiges Licht genannt. Die Kanzel aus Eichenholz war schräg rechts neben dem Toraschrein angebracht worden.

### Orgel
Die Heilbronner Synagoge war bereits Ende der 1870er Jahre mit einer Orgel ausgestattet. Das Instrument stammte aus der Werkstatt des Heilbronner Orgelbauers Johann Heinrich Schäfer; es hatte 28 Register, verteilt auf 2 Manuale und Pedal. Der Organist Johannes Graf, später langjähriger Münsterorganist in Ulm, war in jenen Jahren als Organist und Chorleiter bei der jüdischen Gemeinde Heilbronn angestellt.
Im Jahr 1925 wurde eine neue Synagogenorgel als Opus 2095 durch die Firma Walcker aus Ludwigsburg erbaut und besaß 22 Register auf zwei Manualen und Pedal. Die Disposition des Instrumentes lautete wie folgt:
| I Hauptwerk C-f3 |                |       |
| 1.               | Bourdon        | 16′   |
| 2.               | Principal      | 8′    |
| 3.               | Flöte          | 8′    |
| 4.               | Viola di Gamba | 8′    |
| 5.               | Gedeckt        | 8′    |
| 6.               | Octave         | 4′    |
| 7.               | Rohrflöte      | 4′    |
| 8.               | Quinte         | 2 ⁄3′ |
| 9.               | Octave         | 2′    |
| 10.              | Mixtur V       |       |
| 11.              | Cornett V      |       |
| 12.              | Clarinette     | 8′    |

| II Manual C-f3 |              |    |
| 13.            | Principal    | 8′ |
| 14.            | Flöte        | 8′ |
| 15.            | Salicional   | 8′ |
| 16.            | Aeoline      | 8′ |
| 17.            | Traversflöte | 4′ |
| 18.            | Dolce        | 4′ |

| Pedal C-d1 |            |     |
| 19.        | Violonbass | 16′ |
| 20.        | Subbass    | 16′ |
| 21.        | Flötenbass | 8′  |
| 22.        | Posaune    | 16′ |

- Koppeln:
  - Normalkoppeln: II/I, I/P, II/P
  - Suboktavkoppel: II/I
  - Superoktavkoppel: II/I
- Spielhilfen: Piano, Forte, Tutti, 2 freie Kombinationen, Crescendo, Crescendo Ab, Handregister Ab, Pianopedal

## Geschichte

### Planung, Bau und Einweihung

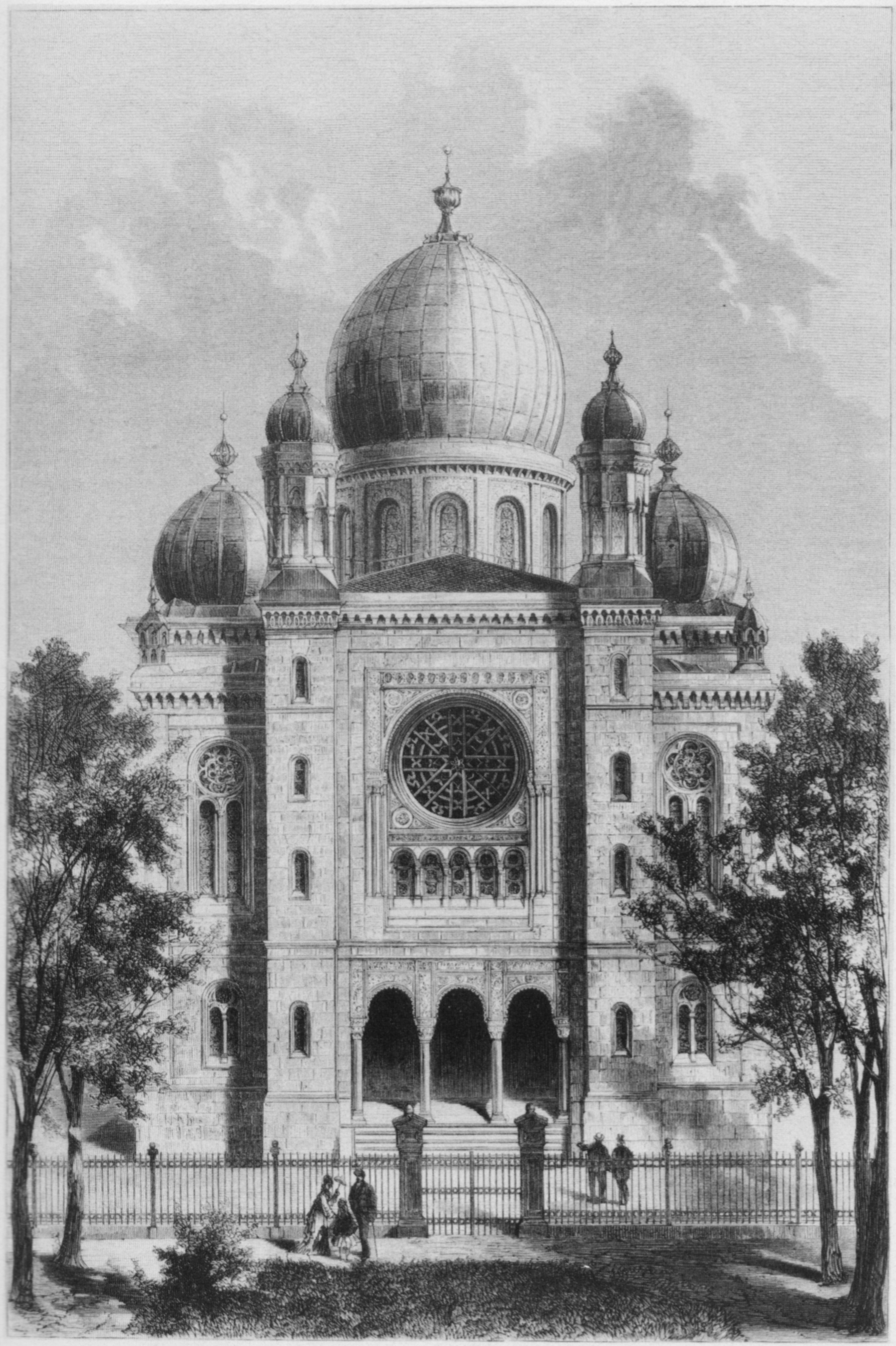
Vorderfront der Synagoge. Holzstich von 1877

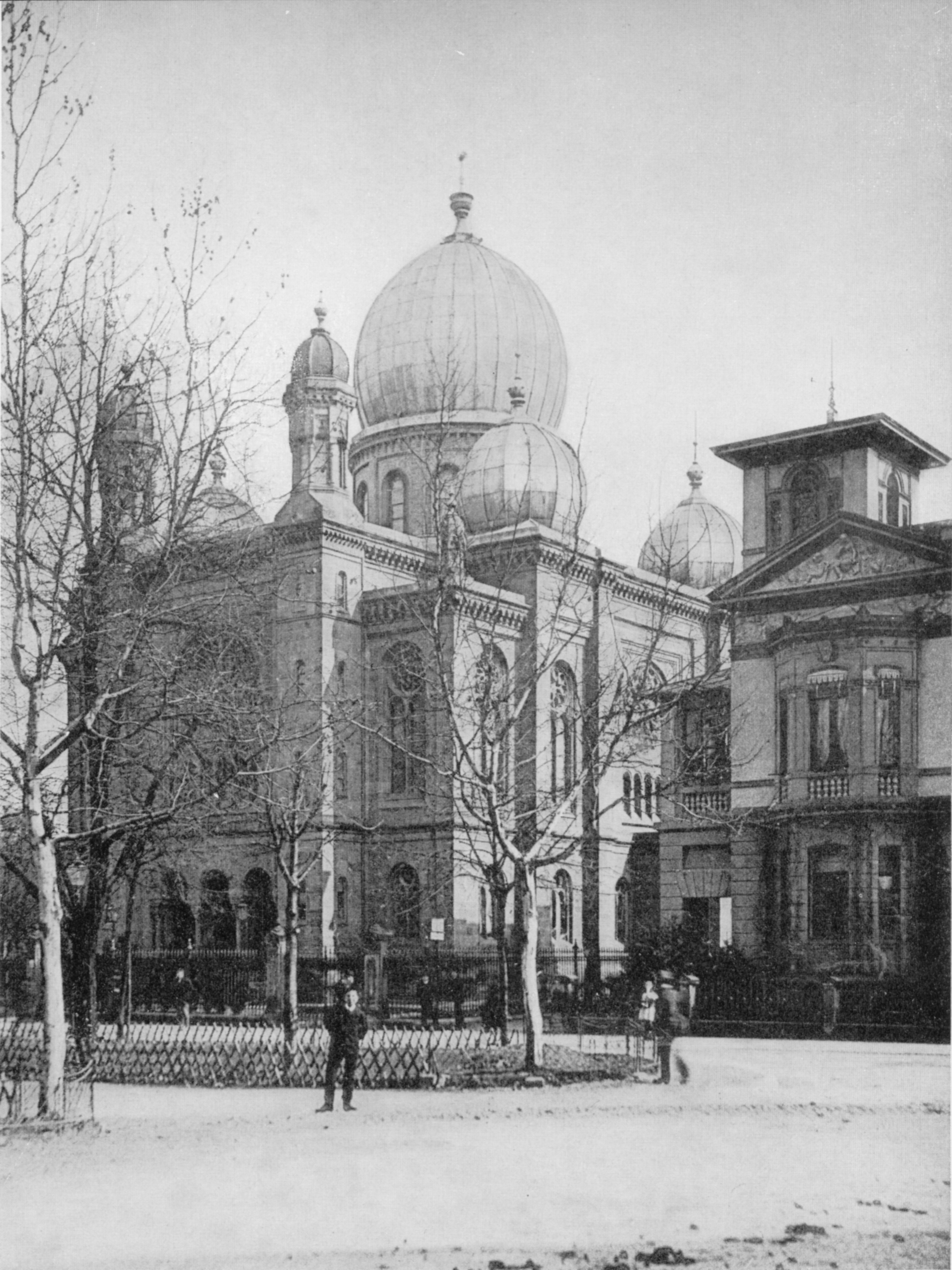
Die Synagoge 1894 von Süden, über die Allee hinweg aufgenommen. Rechts die Villa Gfrörer.

Ab 1830 siedelten sich nach 354 Jahren erstmals wieder Juden in Heilbronn an. Durch weiteren Zuzug, vor allem aus ländlichen Gemeinden, wuchs die Heilbronner jüdische Gemeinde ab der Mitte des 19. Jahrhunderts stark an. Am 21. Oktober 1861 löste sie sich von ihrer Muttergemeinde in Sontheim und bildete eine eigenständige Israelitische Kirchengemeinde. Das den israelitischen Kirchengemeinden übergeordnete Bezirksrabbinat Lehrensteinsfeld wurde am 1. Juli 1867 nach Heilbronn verlegt. 1862 zählte man 137 Juden in Heilbronn, bei der Volkszählung von 1864 waren es 369, 1871 bereits 610.
Die damals einzige Synagoge der Stadt befand sich seit 1857 im Mittelbau des Deutschhofes, wo jedoch beengte Raumverhältnisse herrschten. Das Kirchenvorsteheramt der Gemeinde beschloss am 1. Februar 1865, ein Grundstück an der Allee für 10.000 Gulden zu erwerben. Da der Beschluss nicht einstimmig gefasst wurde, konnte der Kauf nach heftigen Kontroversen erst im Jahre 1871 erfolgen, wobei der Grundstückspreis bereits auf 16.000 Gulden gestiegen war. Der Baubeschluss erfolgte am 21. Juni 1871. 1873 wurde der Entwurf des Stuttgarter Architekten Adolf Wolff genehmigt, der nach der Stuttgarter (1859 bis 1861) und der Ulmer Synagoge (1870 bis 1873) in Heilbronn bereits die dritte Synagoge baute. Mit 60 zu vier Stimmen entschied sich die Gemeindeversammlung für die Einrichtung einer Synagogenorgel, obwohl Instrumentalmusik in der orthodox gehaltenen Liturgie nicht vorgesehen ist und es deshalb zu einem Konflikt mit den orthodoxen Gemeindemitgliedern kam. Die Kosten für die neue Synagoge beliefen sich auf die Gesamtsumme von 372.778 Mark, wovon die Stadtgemeinde Heilbronn im Jahr 1876 durch ein Darlehen aus Mitteln der Stiftungspflege 30.000 Gulden (51.428 Reichsmark) zur Verfügung stellte.
Mitte August 1873 erfolgte die Grundsteinlegung, am 23. November 1874 konnte das Richtfest gefeiert werden, und Ende Mai 1877 war der Bau vollendet. Am 7. Juni 1877 wurden die Torarollen aus dem Betsaal im Deutschhof in ein Nebenzimmer der neuen Synagoge gebracht, am 8. Juni wurde die Synagoge feierlich eingeweiht. Nach einem Abschiedsgottesdienst im Betsaal im Deutschhof (der „alten Synagoge“) fand um 11 Uhr der feierliche Einzug der sieben Torarollen in die neue Synagoge statt, dem eine Festpredigt und ein Weihegebet des Rabbiners Moses Engelbert folgten. Ein mittägliches Festessen in der Gaststätte Rose mit vielen Vertretern offizieller Stellen und ein abendlicher Festball in der Festhalle Harmonie beschlossen den Festtag.

### Zerstörung durch Brandstiftung 1938
Das religiöse Leben der jüdischen Gemeinde Heilbronns spielte sich fortan in der Synagoge ab. Im Mai 1927 konnte das 50-jährige Bestehen der Synagoge mit einem Festakt und einer Festschrift zur Geschichte der Juden in Heilbronn gefeiert werden.
Elf Jahre später kam das Ende der Heilbronner Synagoge. Wie viele andere Synagogen im Deutschen Reich wurde sie in der Nacht vom 9. auf den 10. November 1938, der sogenannten „Reichskristallnacht“ oder Reichspogromnacht, durch Brandstiftung zerstört.
Am 9. November 1938 hatte sich die NSDAP-Spitze zur Feier des 15. Jahrestages des „Marsches auf die Feldherrnhalle“ in München versammelt. Der von dort ausgehende Befehl zu antijüdischen Ausschreitungen nach dem Attentat auf einen deutschen Botschaftsangehörigen in Paris scheint um 23:30 Uhr per Telefon bei der Heilbronner NSDAP angekommen zu sein, wahrscheinlich über mehrere Zwischenstufen. Der Heilbronner NSDAP-Kreisleiter, Richard Drauz, trug sich nach Gerichtserkenntnissen von 1950/51 mit dem Gedanken, statt Inszenierung eines „Volkszornes“, der dem „Ansehen der NSDAP im In- und Ausland“ schade, lieber den Heilbronner Juden eine hohe Geldstrafe aufzuerlegen. Im Schreiben eines Rechtsanwaltes, das sich bei den Prozessakten befindet, ist von „Beschlagnahmungen oder Erhebung einer Kontribution von 100 000,– Mark“ die Rede. Dass der Kreisleiter mit diesem Vorhaben „nach oben“ nicht durchgedrungen sei, sei der Grund dafür, dass Heilbronn „hinterdrein“ gekommen sei. Ob Drauz in dieser Nacht in Heilbronn anwesend war oder von auswärts mit höheren NSDAP-Stellen verhandelte, ist unklar.
Die Heilbronner Synagoge brannte erst am Morgen des 10. November, einige Stunden nach den anderen Brandstiftungen, und die sonstigen Ausschreitungen der Novemberpogrome fanden in Heilbronn erst am Abend des 10. November statt, nicht wie andernorts zumeist in der Nacht vom 9. auf den 10. November. Die Verhandlungen Drauz’ hatten vermutlich einige Zeit in Anspruch genommen, so dass in dieser Nacht nur Zeit für eine Einzelaktion – die Synagogenbrandstiftung – blieb und die sonstigen Verwüstungsaktionen bei jüdischen Privat- und Geschäftsleuten erst im Schutze der Dunkelheit der nächsten Nacht stattfanden.
Es gibt verschiedene, zum Teil widersprüchliche Aussagen zum Brandverlauf, die zum Teil auch erst nach Jahrzehnten mündlich erfolgten, so dass sie mit Vorsicht zu behandeln sind. Passanten und ein in unmittelbarer Nähe der Synagoge wohnhafter Frauenarzt wollen schon gegen ein Uhr nachts am 10. November 1938 Geräusche „wie das Klappern von Benzinkanistern“ in der Synagoge gehört haben; Letzterer gibt an, aus Sorge um seine (neben der Synagoge stehende) Klinik schon zu diesem Zeitpunkt die Feuerwehr alarmiert zu haben. Andere Angaben, wann die Feuerwehr alarmiert wurde, schwanken zwischen drei und fünf Uhr früh. Es erscheint wahrscheinlich, dass die Täter bereits um ein Uhr nachts in der Synagoge brennbares Material zusammentrugen und mit Benzin übergossen.
Gegen fünf Uhr hörten Anwohner zwei heftige Detonationen. Dies entspricht den Angaben in einem ohne Verfasserangabe am 11. November 1938 veröffentlichten Zeitungsartikel im nationalsozialistisch beherrschten Heilbronner Tagblatt, nach dem es um fünf Uhr in der Synagoge brannte. In einem Gedicht, mit dem sich ein an den Löscharbeiten beteiligter Heilbronner Feuerwehrmann über den Synagogenbrand lustig machte, ist als Zeitpunkt für das Bekanntwerden des Brandes „Des Morgens um die 6. Stund“ genannt. Anwohner berichteten, sie seien gegen 6 oder 6:30 Uhr durch lebhafte Geräusche auf den Synagogenbrand aufmerksam geworden. Kurz nach sieben Uhr brannte nach Angaben des Heilbronner Tagblatts die Kuppel der Synagoge auch außen, was von einem Foto bestätigt wird, das nach Aussage des Fotografen kurz vor sieben Uhr morgens entstand. Eine weitere Fotografie zeigt die Synagoge mit ausgebrannter Kuppel und zahlreichen Schaulustigen und ist dank der im Bild abgebildeten Uhr am Postamt auf 8:42 Uhr zu datieren.
Die Rolle der Heilbronner Feuerwehr beim Synagogenbrand ist nicht abschließend geklärt. Klar ist, dass sie den Brand in der Synagoge nicht löschte, sondern sich auf den Schutz der umliegenden Gebäude beschränkte; dies berichten sowohl der Zeitungsartikel im Heilbronner Tagblatt als auch das Brandgedicht des Heilbronner Feuerwehrmanns. Der Zeitungsartikel schreibt, „ein Eindringen der Feuerwehrleute in die mit Rauch und Qualm angefüllte Synagoge“ habe sich „auch mit Gasmasken als unmöglich“ erwiesen. Auch in späteren Gerichtsverfahren betonten die Feuerwehrleute, ein Eindringen sei nicht mehr möglich gewesen. Demgegenüber kann dem Brandgedicht des Feuerwehrmanns entnommen werden, dass ein Löschen des Brandes – unabhängig davon, ob dies noch möglich war oder nicht – gar nicht beabsichtigt war, sondern im Gegenteil die Feuerwehr durch gewaltsame Öffnung der Tür für den nötigen Durchzug gesorgt habe, der das Feuer sich ausbreiten ließ:
| Die Feuerwehr, das muß man lassen, ließ mit dem Feuer sich nicht spaßen und hat gleich einem Arzt gehandelt, und’s gleiche Rezept angewandelt. Wenn’s Kind kei Luft hat, muß’s ersticke, beim Feuer wars der Fall. | Wir mußten erst die Tür aufpicken, dann gab es erst den richtigen Knall. Man löschte nach neuerm Verfahren, man blies den Rauch gleich durch den Schlauch, das fördert Feuer und den Rauch. |

Die nach dem Zweiten Weltkrieg in Feuerwehrkreisen geäußerte Behauptung, der am Brandort anwesende Oberbürgermeister (Heinrich Gültig) habe die Feuerwehr seinem Befehl unterstellt und das Löschen untersagt, wird als unwahrscheinlich angesehen und ist ebenso wenig beweisbar wie der 1961 gegenüber Hans Franke anonym geäußerte Verdacht, die Feuerwehr habe mit Benzin „gelöscht“. Auch das 200-Liter-Fass Benzin, das einer der Fotografen der brennenden Synagoge laut einem Zeitungsartikel von 1958 unter der Kuppel der Synagoge gesehen haben will, lässt sich weder belegen noch auf einer seiner Fotografien erkennen. Der Kommandant der Heilbronner Feuerwehr wurde noch 1939 in Sachen Synagogenbrandstiftung vor Gericht gestellt, aber am 2. Oktober 1939 mangels Beweises freigesprochen.

### Abriss der Ruine und weiteres Schicksal
Am 30. November 1938 kaufte die Stadtgemeinde Heilbronn von der Israelitischen Kultusgemeinde das Synagogengrundstück. Für die Beseitigung der Trümmer verlangte sie von der Kultusgemeinde 10.000 Reichsmark, die mit dem Kaufpreis von ebenfalls 10.000 Reichsmark verrechnet wurden. Die völlig ausgebrannte Ruine der Synagoge blieb noch bis Mitte Januar 1940 stehen, dann begann die Firma Koch & Mayer im Auftrag der Stadtverwaltung mit dem Abbruch. Bei einer nichtöffentlichen Gemeinderatssitzung am 23. Februar 1940 kam das Schicksal der Synagogenruine zur Sprache. Oberbürgermeister Gültig berichtete, dass die mit Abbruch und Abfuhr der Ruine beauftragte Firma dafür 34.000 Reichsmark veranschlagt und als Wert des in Händen der Stadt verbleibenden Abbruchmaterials 10.000 Reichsmark angesetzt habe. Der Verbleib der Steine der Synagoge ist unklar, verschiedenen Berichten zufolge wurden sie für den Bau von Straßen oder Mauern in Heilbronn verwendet.

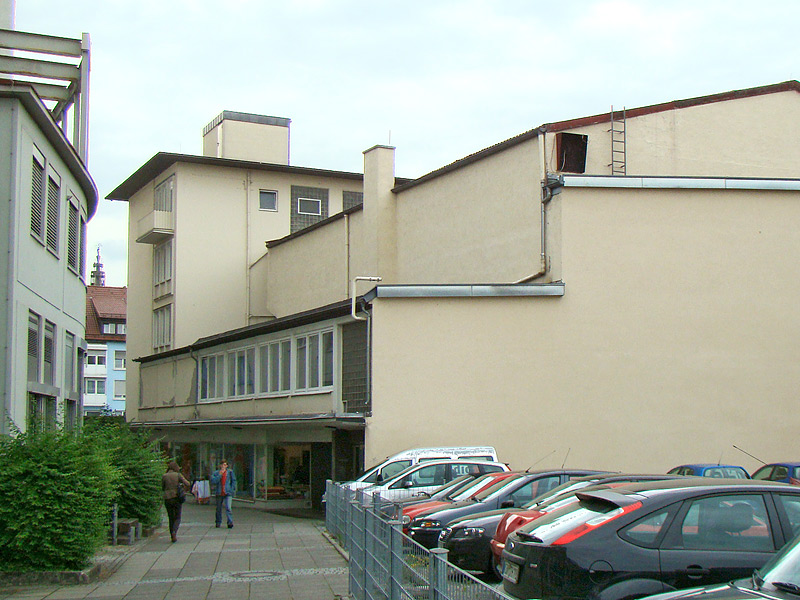
Synagogenweg mit Kinogebäude am einstigen Platz der Synagoge. Blickrichtung nach Nordwesten zur Allee.

Nach dem Ende des NS-Regimes gelangte das Synagogengrundstück an den Kinobetreiber Ludwig Stern, einen jüdischen Heilbronner, der 1948/49 ein Kino darauf errichten ließ. „Aus Rücksicht auf die einstige Stätte der Synagoge“ errichtete Stern die am 27. November 1949 eröffneten Scala-Lichtspiele bewusst auf dem hinteren Teil des Grundstücks an der Gymnasiumstraße. Im Kinogebäude war auch das Konzert-Café Hillebrecht untergebracht.
Zwei Jahre später, am 22. November 1951, übernahm der Gaildorfer Fabrikant Wilhelm Bott bei einer Zwangsversteigerung die Scala-Lichtspiele (am 1. Mai 1952 umbenannt in Metropol-Lichtspieltheater) und das Synagogengrundstück. Am 21. Juni 1952 eröffnete daraufhin das Hillebrecht eine Schnellgaststätte und einen Restaurant-Konzertgarten mit Tanz auf dem vorderen Teil des Synagogengeländes an der Allee. 1956 wurde dieser Teil des Grundstücks mit einem weiteren Kino, dem am 13. September eröffneten Universum, überbaut. 1989/1990 verkauften die Bott-Filmtheaterbetriebe das Grundstück an den benachbarten Verlag der Heilbronner Stimme, der die Kinos verpachtete. Nach Schließung der darin befindlichen Kinos im Juli 2000 wurde das 1948/49 errichtete Metropol-Gebäude auf dem hinteren Teil des Grundstückes, für das sich kein Nachmieter fand, zu Beginn des Jahres 2001 abgerissen; dieser Teil des Grundstücks dient seitdem als Parkplatz.
2003 interessierte sich Avital Toren als Gemeindevorsteherin der in Entstehung begriffenen neuen jüdischen Gemeinde Heilbronns für die Anmietung von Räumen im Kinozentrum am Platz der ehemaligen Synagoge. Dies scheiterte an den hohen Umbaukosten, die durch Sicherheitsvorschriften für jüdische Einrichtungen in Deutschland verursacht worden wären, so dass andere Räumlichkeiten angemietet wurden.

### Juristische Aufarbeitung der Brandstiftung
Wer die Heilbronner Synagoge in Brand steckte und wer vor Ort den Befehl dazu gab, konnte amtlich nicht geklärt werden. Bereits 1939 wurde der Kommandant der Heilbronner Feuerwehr in Sachen Synagogenbrandstiftung angeklagt, aber am 2. Oktober 1939 mangels Beweises freigesprochen.
Nach dem Zweiten Weltkrieg beschäftigte sich die Staatsanwaltschaft Heilbronn in drei Verfahren von 1946/50, 1953 und 1955 mit dem Synagogenbrand. Alle drei Verhandlungen wurden aus Mangel an Beweisen eingestellt, die Akten wurden zwischenzeitlich vernichtet. Insgesamt sieben Personen wurden in diesen drei Prozessen angeklagt. Mehrere Spruchkammerverfahren befassten sich ebenfalls mit dem Synagogenbrand, ohne dass dabei verwertbare Informationen für den Prozess angefallen wären. Noch Jahrzehnte später stießen „alle Nachforschungen auf hartnäckiges Schweigen“ oder führten „höchstens zu kryptischen Andeutungen“, sodass der Name des eigentlichen Brandstifters nicht ermittelt werden konnte. Ein Einzeltäter ist wegen der umfangreichen Vorbereitungen auszuschließen. Es ist davon auszugehen, dass die Täter der NSDAP angehörten und möglicherweise im Kreise der sieben Angeklagten der Nachkriegszeit zu suchen sind. Für die Beteiligung auswärtiger SA-Leute, die andernorts nachzuweisen ist, gibt es im Heilbronner Fall keine Hinweise, sie ist aber auch nicht auszuschließen.

### Verbleib der Kultgegenstände
Über den Verbleib der Kultgegenstände (Torarollen, Gebetsriemen u. a.) gibt es keine gesicherte Informationen. Diesbezügliche Aussagen von Zeugen widersprechen sich und reichen von frühzeitigem Abtransport über teilweise Rettung bis zur vollständigen Zerstörung. So will man beobachtet haben, wie die Kultgegenstände „frühzeitig“ in das Oberamt getragen worden seien (gemeint ist das schräg gegenüber liegende Oberamtsgebäude). Einem anderen Zeugen zufolge wurden am Abend des 10. November „in gewissen Abständen“ jüdische Kultgegenstände in das Turnerzimmer der alten Heilbronner Festhalle Harmonie gebracht, darunter auch Torarollen, Gebetsriemen, Spruchbänder in hebräischer Schrift und jüdische Geschäftsbücher.
Die teilweise mit Edelsteinen besetzten Torarollen und anderen Kultgegenstände wurden lt. Hans Franke (1963) mit 8000 DM bewertet. Eine der Heilbronner Torarollen soll gerettet worden sein und sich heute in einer Synagoge in Baltimore befinden.
Der Heilbronner Polizeidirektor W. teilt in einem Brief vom 9. Mai 1962 mit, er glaube sich zu erinnern, dass die Kultgegenstände im Aktengeschoss (Dachgeschoss) der Heilbronner Gestapo (Haus Wilhelmstraße 4) aufbewahrt wurden oder jedenfalls einige Zeit dort lagerten. Für Schrenk ist nichts Gesichertes über den Verbleib der Kultgegenstände bekannt; da bislang fast keine Überreste wieder aufgetaucht seien, müsse man davon ausgehen, dass die Zerstörung der Synagoge auch auf die Vernichtung der Kultgegenstände ausgerichtet gewesen sei.
Es wurde versucht, über die nach dem Zweiten Weltkrieg gemäß dem Bundesentschädigungsgesetz gestellten Wiedergutmachungsanträge der Heilbronner jüdischen Institutionen genauere Informationen über den Verbleib der Kultgegenstände zu erhalten. Obwohl es Quellenhinweise dafür gibt, dass solche Anträge gestellt wurden, lassen sie sich in den Karteien der zuständigen Behörden nicht mehr nachweisen. In der Rückerstattungsstatistik finden sich lediglich Hinweise auf Anmeldungen von Wertpapieren und Bankguthaben, nicht jedoch von Einrichtungs- oder Kultgegenständen.

## Mahnmale und Erinnerung

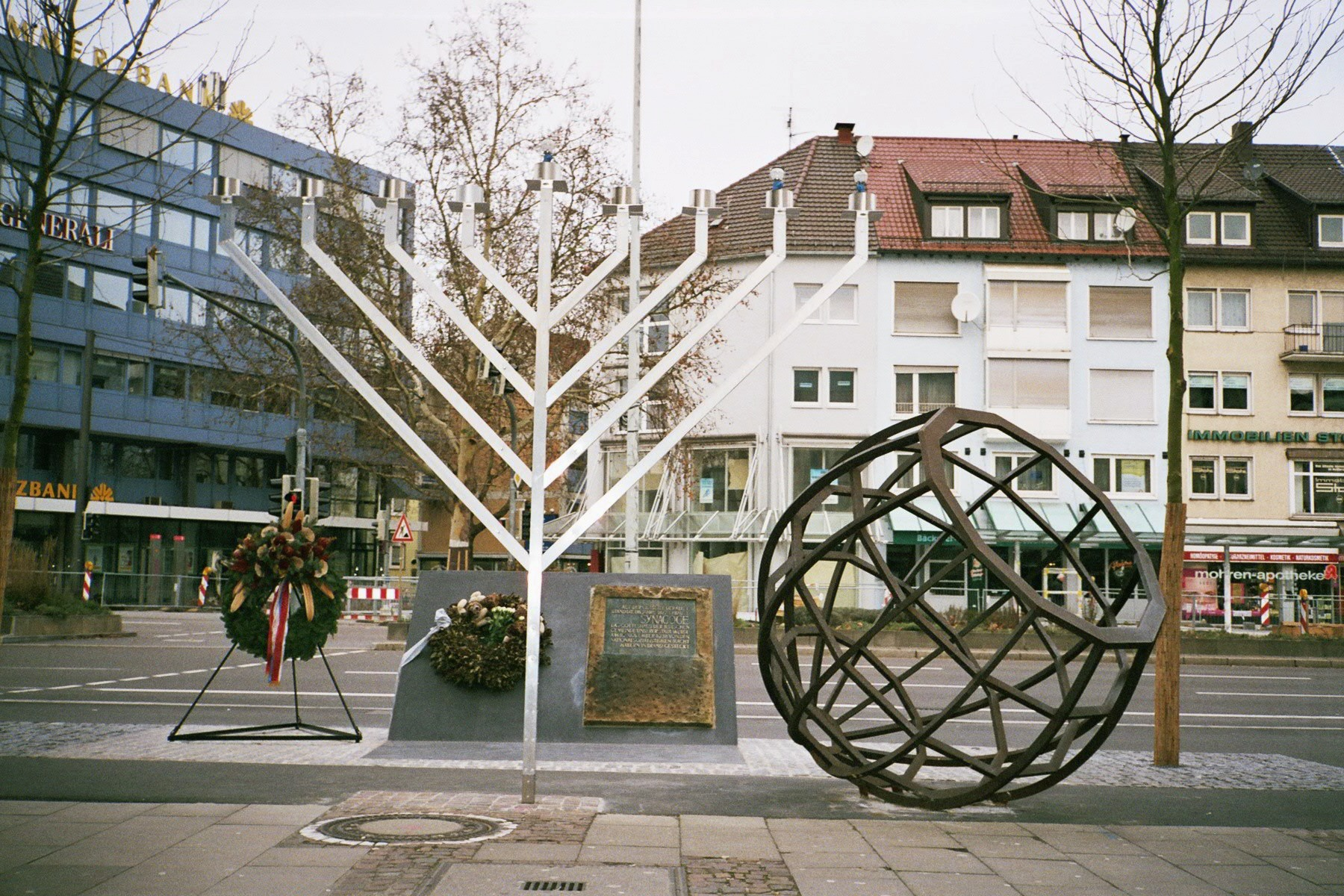
Mahnmal Kuppel, Synagogengedenkstein und Chanukkia

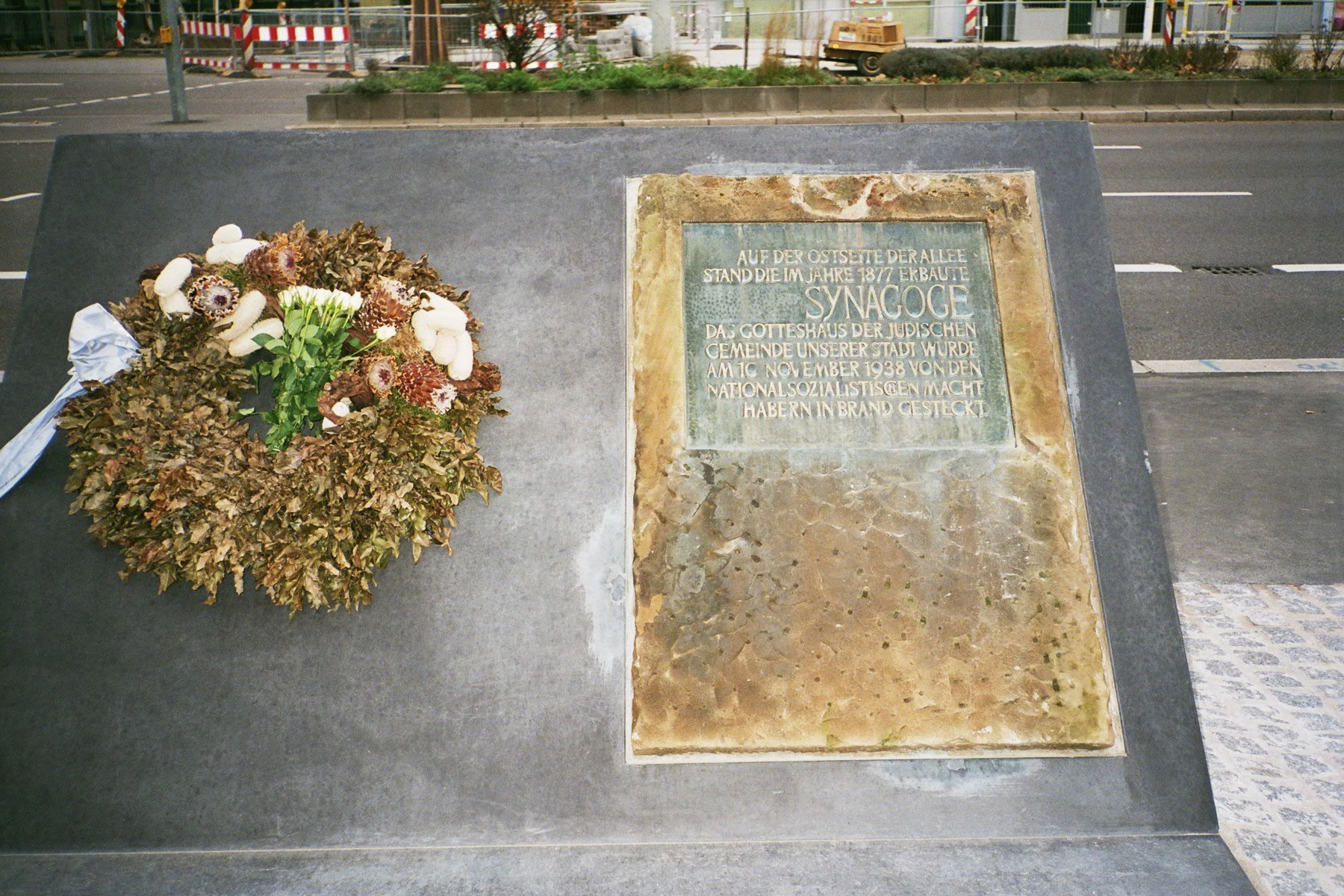
Der Synagogengedenkstein (Ende 2009)

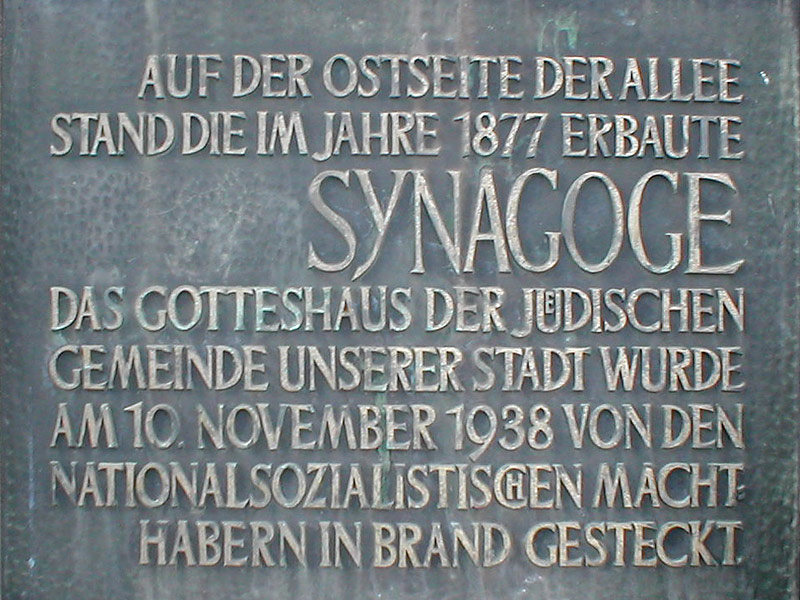
Inschrift der im Stein eingelassenen Gedenktafel

1960 regte Oberbürgermeister Paul Meyle an, anlässlich des 25. Jahrestags des Synagogenbrandes 1963 ein Mahnmal zu schaffen. Erste Überlegungen der Stadtverwaltung sahen eine Platte an der Nordwand des Universum-Kinos vor, die die brennende Synagoge darstellen sollte. Später dachte man an einen drei Meter hohen Obelisken aus Granit mit Davidstern, der bei der Post an der südlichen Seite des Fußgängerüberweges über die Allee aufgestellt werden sollte.
Auch zwei Jahre später war noch kein Gedenkstein aufgestellt. Man erwog verschiedene Alternativen, die im Frühjahr 1965 in Form von Attrappen auf dem Mittelstreifen der südlichen Allee vor dem Universum-Kino besichtigt werden konnten, aber alle keinen Anklang fanden.
Am 9. November 1966 wurde dann auf dem Mittelstreifen der Allee ein Gedenkstein mit einer Inschriftenplatte aus Bronze enthüllt. Der 1,45 Meter hohe, 90 Zentimeter breite und 30 Zentimeter tiefe Gedenkstein wurde von dem Bildhauer Rückert behauen; er besteht aus Heilbronner Sandstein, dem Baumaterial der Synagoge. Die Buchstaben für die Inschrift auf der 60 mal 60 Zentimeter großen Bronzeplatte wurden nach einem Entwurf des Heilbronner Graphikers und Stadtrats Gerhard Binder gestaltet. Die Inschrift weist auf die einst hier befindliche Synagoge und die Brandstiftung 1938 hin.
Bei Beginn des Baus der Fußgängerunterführung an der südlichen Allee im Jahre 1978 wurde der Gedenkstein vorübergehend entfernt. Nach Ende der Bauarbeiten 1980 versetzte man ihn an die Einmündung des Synagogenwegs, also in die unmittelbare Nähe des früheren Synagogenstandorts, und arbeitete ihn in die Betonbrüstung zur Post-Unterführung ein.
1982 berichtete die Lokalzeitung über den Leserbrief des in die USA emigrierten Heilbronner Juden James May (Julius Mai), der den „Abbruch des jetzigen Porno-Kinos und des blöden Judendenkmals am Eingang dieser Lustpaläste“ und die Pflanzung eines Arboretums am ehemaligen Synagogenstandort forderte. Die Eigentümer der Kinos verwahrten sich gegen Mays Wortwahl „Porno-Kinos“ und gegen den von ihm vorgeschlagenen Abriss. Die Stadtverwaltung verwies darauf, dass sie nicht anderer Leute Häuser abreißen könne.
Zum 50. Jahrestag der November-Pogrome erschien in Israel am 9. November 1988 eine Sonderbriefmarke, die ein Bild der Heilbronner Synagoge in einem brennenden Buch zeigt. Die zugehörige Ersttags-Karte zeigt eine Fotografie der ehemaligen Heilbronner Synagoge.
Zusätzlich zur Gedenktafel von 1966 soll das am 5. Mai 1993 eingeweihte Mahnmal Kuppel der Künstlerin Bettina Bürkle an die zerstörte Synagoge in Heilbronn erinnern. Das Mahnmal besteht aus einem Metallgerippe, das die Form der umgestürzten Kuppel der Heilbronner Synagoge hat, und befindet sich ebenfalls in der Nähe des früheren Synagogenstandorts vor dem Kinogebäude an der Allee.
Nach der Schließung der Postpassage wurde im Oktober/November 2009 aus Gedenkstein und Kuppel ein neues Mahnmal gestaltet. Der Gedenkstein befindet sich nun in einem anthrazitfarbenen Betonblock. Vor dem Betonblock wurde in den Boden – umgeben von Pflastersteinen – eine Öffnung für die Chanukkia eingerichtet, die ansonsten mit einem goldenen Verschluss verdeckt ist. Neben dem Block wurde die Kuppelskulptur von Bürkle an der Einmündung zum Synagogenweg aufgestellt. Das Ensemble entstand in Zusammenarbeit zwischen Hochbauamt, Museum und jüdischer Gemeinde Heilbronn.
Ein Privatmann erstellte auf Grundlage der Synagogen-Baupläne eine virtuelle Rekonstruktion der Außenansicht des Gebäudes, die seit 2010 im Internet gezeigt wird.